# Matthias Casse
Matthias Casse (Mortsel, 19 februari 1997) is een Belgisch judoka. Hij werd wereld- en Europees kampioen judo en hij won een bronzen olympische medaille.

## Loopbaan
- Casse werd in 2017 wereldkampioen U21 in de gewichtsklasse - 81 kg.[1]
- In 2018 werd Casse samen met zijn broers Robin en Vincent ereburger van Hemiksem.[2]
- In 2019 werd Casse in Minsk Europees kampioen in dezelfde gewichtsklasse. Op de wereldkampioenschappen in Tokio verloor hij de finale van Sagi Muki uit Israël.[3]
- Begin 2020 werd hij nummer één op de wereldranglijst.[4]
- In juni 2021 veroverde Casse goud op het WK judo in Boedapest; in de finale haalde hij het met ippon van de Georgiër Tato Grigalasjvili.[5]
- In juli 2021 veroverde Casse brons op de OS; in de kamp om het brons haalde hij het met ippon van de Georgiër Tato Grigalasjvili.[6] Op de OS van 3 jaar later werd hij vijfde.

## Titels
- Wereldkampioen judo - 81 kg - 2021
- Europees kampioen judo - 81 kg - 2019
- Wereldkampioen U21 judo - 81 kg - 2017

## Palmares
2017
- WK U21 -81 kg in Zagreb

2018
- BK -81 kg
- Grand Slam -81 kg in Abu Dhabi

2019
- Grand Slam -81 kg in Düsseldorf
- Grand Slam -81 kg in Baku
- EK -81 kg in Minsk
- WK -81 kg in Tokio
- World Masters -81 kg in Qingdao

2020
- Grand Slam -81 kg in Parijs
- EK -81 kg in Praag

2021
- EK -81 kg in Lissabon
- WK -81 kg in Boedapest
- OS -81 kg in Tokio
- Grand Slam -81 kg in Abu Dhabi

2022
- EK -81 kg in Sofia
- WK -81 kg in Tasjkent

2023
- WK -81 kg in Doha
- World Masters -81 kg in Budapest

2024
- Grand Slam -81 kg in Parijs
- Tashkent Grand Slam 2024

2025
- EK -81 kg in Podgorica